# Chicago P.D. (seizoen 6)
Dit artikel vat het zesde seizoen van Chicago P.D. samen. Dit seizoen liep van 26 september 2018 tot en met 22 mei  2019. 

## Rolverdeling

### Hoofdrollen
- Jason Beghe - brigadier Henry "Hank" Voight
- Amy Morton - brigadier Trudy Platt
- Jon Seda - rechercheur Antonio Dawson
- Jesse Lee Soffer - rechercheur Jay Halstead
- Tracy Spiridakos - rechercheur Hailey Upton
- Patrick Flueger - agent Adam Ruzek
- Marina Squerciati - agente Kim Burgess
- LaRoyce Hawkins - agent Kevin Atwater

### Terugkerende rollen
- Anne Heche - deputy superintendent Katherine Brennan
- Rob Morrow - Evan Gilchrist
- John C. McGinley - Brian Kelton
- Charles Michael Davis - Blair Williams
- Wendell Pierce - Ray Price

### Cross-overrollen
- Taylor Kinney - bevelvoerder Kelly Severide
- Brian Tee - dr. Ethan Choi
- Nick Gehlfuss - dr. Will Halstead
- Eamonn Walker - brandweercommandant Wallace Boden
- S. Epatha Merkerson - hoofd eerste hulp Sharon Goodwin
- Annie Ilonzeh - paramedicus Emily Foster

## Afleveringen
| Nr. | Aflevering | Titel                | Regisseur          | Schrijver(s)                       | Selectie gastrollen | Uitzenddatum      |  |
| --- | ---------- | -------------------- | ------------------ | ---------------------------------- | --- | ----------------- |  |
| 107 | 1          | New Normal           | Eriq La Salle      | Rick Eid                           | Di'Monte Henning - Jaylon Jeremy Isaiah Earl - Phil Gamble Matthew Elam - Andre Thompson                                                                                   | 26 september 2018 |  |
| Het team heeft moeite om de dood van hun collega en vriend Olinsky te verwerken. Nadat Voight de verdachte in zijn laatste zaak in koelen bloede heeft doodgeschoten wordt hij met onmiddellijke ingang geschorst. De rest van het team onderzoekt een zaak waarin verschillende mensen sterven aan een overdosis heroïne. Ruzek raakt in conflict met Dawson wanneer hij de leiding over het team krijgt. Wanneer het onderzoek voortduurt krijgen zij verschillende meningen over de zaak, en dit maakt de samenwerking er niet beter op. Het team gaat dan met zijn allen naar de begrafenis van Olinsky, waar Voight op een afstand toekijkt. |            |                      |                    |                                    | |                   |  |
| 108 | 2          | Endings              | David Rodriguez    | Gwen Sigan                         | Andrew Neftalí Perez - Juan Mendoza Rachel Cerda - FBI-agente Julia Cortes David Zayas - Carlos Mendoza Fernando Del Cuadro - Daniel Mendoza                               | 3 oktober 2018    |  |
| Deze aflevering is een cross-over met Chicago Fire (seizoen 7, aflevering 2) en Chicago Med (seizoen 4, aflevering 2). Na een brand in een 25 etages hoge flatgebouw wordt een patiënt vermist uit het Chicago Med ziekenhuis. Het team ontdekt dat de patiënt een chip in haar lichaam heeft, en zij vermoeden dat zij het slachtoffer is van een mensenhandelbende. Ondertussen heeft Halstead moeite met het overlijden van zijn vader, en wordt gedwongen om deze zaak van de zijlijn toe te kijken. |            |                      |                    |                                    | |                   |  |
| 109 | 3          | Bad Boys             | Nick Gomez         | Timothy J. Sexton                  | Rob Morrow - Evan Gilchrist Katherine Reis - Valerie Gilchrist Damien Diaz - Jorge Luna Jose Santiago - Johnny Marquez                                                     | 10 oktober 2018   |  |
| Wanneer een tienermeisje uit een rijke familie wordt ontvoerd, gaat het team op onderzoek uit. Het team ontdekt al snel dat de ontvoering nep is, en dat het meisje een verhouding heeft met een van de ontvoerders. Ondertussen proberen Voight en Platt gerechtigheid te vinden van de dood van Olinsky. Ruzek en Upton hebben samen een romantische ontmoeting. |            |                      |                    |                                    | |                   |  |
| 110 | 4          | Ride Along           | Nicole Rubio       | Gavin Harris                       | Rayven Symone Ferrell - Kendra Pat Whalen - Vince Stow Greg Finley - Trent Stow Matthew Isler - John Randall                                                               | 17 oktober 2018   |  |
| Burgess wordt gevraagd om een burger tijdens haar dienst mee te nemen, dit omdat hij overweegt om politieagent te worden. Wanneer de burger na een schietpartij vermist wordt raakt Burgess al snel in paniek. Later moet Burgess een kant kiezen wanneer deze zaak voor de beoordelingscommissie komt. Ondertussen blijkt Dawson verslaaft te raken aan pijnstillers. |            |                      |                    |                                    | |                   |  |
| 111 | 5          | Fathers and Sons     | Eriq La Salle      | Jeffrey Nachmanoff                 | Eric Balfour - Dalon Spiro Jack Coleman - Bob Ruzek Enrique Guzman - bodyguard 1 Gabriel "G-Rod" Rodriguez - bodyguard 2                                                   | 24 oktober 2018   |  |
| Wanneer Ruzek aan een undercover zaak werkt, ontdekt hij dat zijn vader voor een verdachte drugsdealer werkt. Nu moet hij erachter zien te komen of zijn vader in criminele zaken verwikkeld is. |            |                      |                    |                                    | |                   |  |
| 112 | 6          | True or False        | Paul McCrane       | Rick Eid Gavin Harris              | Camrus Johnson - Devin Williams Dennis William Grimes - wethouder Jason Collier Clare Cooney - Nicole Williams                                                             | 31 oktober 2018   |  |
| Wanneer de vrouw van een wethouder zwaar mishandeld en vermoord wordt gaat het team op onderzoek uit, en dat brengt hen naar de kinderjaren van rechercheur Upton. Ondertussen proberen Upton en Ruzek hun romantische relatie nog steeds geheim te houden. |            |                      |                    |                                    | |                   |  |
| 113 | 7          | Trigger              | Carl Seaton        | Todd Robinson                      | Quincy Dunn-Baker - Jake Miller Jacqueline Hickel - Sherie Miller Anthony Azizi - Akeem Dabiri Faruk Amireh - Jamel                                                        | 7 november 2018   |  |
| Wanneer er diverse zelfmoordaanslagen plaatsvinden, wat in verbinding staat met de lokale islamitische moskee, gaat het team op onderzoek uit. Atwater gaat undercover om zo bewijzen te vinden voor de aanslagen. Deze zaak wordt voor Halstead zeer intensief wanneer deze zaak herinneringen boven brengt over zijn militaire diensttijd. Voight besluit met de FBI samen te gaan werken aan deze zaak. |            |                      |                    |                                    | |                   |  |
| 114 | 8          | Black and Blue       | Christine Swanson  | Kim Rome                           | Milauna Jackson - Laila Davis Allius Barnes - Nathan Hawkins Tobias Truvillion - Kenny Armstrong Yolonda Ross - Sarah Washington                                           | 14 november 2018  |  |
| Het team gaat op onderzoek uit naar een drugshandelaar. De zaak escaleert dan al snel wanneer Atwater ontdekt dat zijn vriendin waarschijnlijk hierbij betrokken is. Ondertussen krijgt Dawson steeds meer pijn in zijn schouder. |            |                      |                    |                                    | |                   |  |
| 115 | 9          | Descent              | Nicole Rubio       | Rick Eid Timothy J. Sexton         | Stephen Monroe Taylor - Patrick Carter America Olivo - Laura Dawson Ariana Chantelle Cordero - Eva Dawson Sam Pearson - Jason Rizzo                                        | 5 december 2018   |  |
| Dawson raakt, door zijn verslaving aan pijnstillers, betrokken in een schietpartij tijdens het kopen hiervan. Voight krijgt de problemen van Dawson in de gaten en probeert hem hiermee te helpen. Later wordt de dochter van Dawson ontvoerd, en het team zet nu alles op alles om haar te redden. |            |                      |                    |                                    | |                   |  |
| 116 | 10         | Descent              | Mykelti Williamson | Gwen Sigan                         | Will Janowitz - Mark Rollins Scott Benjaminson - rechercheur Tim Powell Jeffrey T. Rogers - IRT officier Davis Shane Hendrix - Billy Melman                                | 9 januari 2019    |  |
| Na de acties van Dawson wil Voight zijn misdaden camoufleren en stuurt Dawson naar een afkickkliniek, maar wordt gedwarsboomd door Ruzek. Wanneer een reeks carjackingen plaatsvindt, en bij de laatste vindt er iemand de dood, wordt het team opgeroepen voor onderzoek. Voight, Platt en Upton proberen ondertussen een oplossing te vinden voor het probleem met Ruzek, en dit loopt waarschijnlijk anders af als was gewenst. |            |                      |                    |                                    | |                   |  |
| 117 | 11         | Trust                | Lily Mariye        | Gavin Harris                       | John-Michael Lyles - DeVante Boyd Dan Cooney - Bernie Hoffman Jenny Avery - Ann Hoffman                                                                                    | 16 januari 2019   |  |
| Wanneer een bekende strafadvocaat wordt vermoord, gaat het team op onderzoek uit. Voight vermoedt dat een politiecommissaris, die voor burgemeester in de running is, betrokken is bij lokale bendes. Ondertussen keert Dawson terug op zijn werk na te zijn afgekickt van pijnstillers. |            |                      |                    |                                    | |                   |  |
| 118 | 12         | Outrage              | Vincent Misiano    | Timothy J. Sexton April Fitsimmons | Benedict Samuel - Matthew Garrett Andy Murray - Gus David Alan Anderson - Miles Tillman Ben Thompson - Mike Santana                                                        | 23 januari 2019   |  |
| Wanneer het team undercover gaat bij een heroïne operatie wordt Halstead door een van de criminelen herkend. Halstead vermoedt dat deze crimineel betrokken is bij een onopgeloste moordzaak. Later gaan Ruzek en Burgess undercover om deze crimineel te arresteren, maar dit loopt fout en de crimineel wordt vermoord gevonden en Halstead wordt verdacht hierbij betrokken te zijn geweest. |            |                      |                    |                                    | |                   |  |
| 119 | 13         | Night in Chicago     | Eriq La Salle      | Rick Eid Ike Smith                 | Phillip Johnson Richardson - Daryl Ingram Mickey O'Sullivan - agent Tom Doyle Jeremy Isaiah Earl - Phil Gamble                                                             | 6 februari 2019   |  |
| Atwater gaat undercover om zo een crimineel bolwerk te stoppen. Later wordt hij en zijn criminele partner door de politie staande gehouden, en dan wordt zijn partner door de politie doodgeschoten. Deze zaak escaleert al snel wanneer de burgers in opstand komen tegen het steeds meer voorkomende politiegeweld. |            |                      |                    |                                    | |                   |  |
| 120 | 14         | Ties That Bind       | Paul McCrane       | Kim Rome Katherine Visconti        | Trevor Long - Logan Adam David Thompson - Billy Kelson McAuliffe - Kurt | 13 februari 2019  |  |
| Burgess en Upton zijn undercover bij een criminele bende die handelen in vuurwapens, en worden dan met geweld ontvoerd. Ondertussen ontdekt Burgess iets over de relatie tussen Upton en Ruzek. |            |                      |                    |                                    | |                   |  |
| 121 | 15         | Good Men             | Donald Petrie      | Gwen Sigan                         | Jesse Spencer - Matthew Casey Kara Killmer - Sylvie Brett David Eigenberg - Christopher Herrmann Joe Minoso - Joe Cruz Brett Gray - Aiden West Blake Morris - Calvin Suggs | 20 februari 2019  |  |
| Deze aflevering is een cross-over met Chicago Fire (seizoen 7, aflevering 15). Joe Cruz ontdekt welke brandweerman achter de vermiste kluissleutel zit in de brandweerkazerne. Wanneer het team op onderzoek uit gaat probeert Voight dit volgens de regels te doen. |            |                      |                    |                                    | |                   |  |
| 122 | 16         | The Forgotten        | Eriq La Salle      | Gavin Harris                       | Cynthia Rodriguez - Lexie Wright Rafael Poueriet - Keith Stinson Henry Godinez - rechercheur Leo Hernandez                                                                 | 27 februari 2019  |  |
| Tijdens een onderzoek verdwijnt een van rechercheurs uit het team. Zij gaan op onderzoek uit als blijkt dat de rechercheur ontvoerd is door een bekende seriemoordenaar. Ondertussen probeert wethouder Price Voight over te halen de politiek in te gaan. |            |                      |                    |                                    | |                   |  |
| 123 | 17         | Pain Killer          | Nicole Rubio       | Timothy J. Sexton                  | W. Tré Davis - Marcus Nicki Micheaux - Alicia Price Alexis Louder - Jasmine Price                                                                                          | 27 maart 2019     |  |
| Wanneer een scherpschutter in Chicago het gemunt heeft op overheidspersoneel dreigt er chaos te ontstaan. Wanneer het team op jacht gaat naar de dader, ontdekt Voight dat de dader een bekende is uit een oude zaak. |            |                      |                    |                                    | |                   |  |
| 124 | 18         | This City            | Carl Seaton        | Rick Eid Gwen Sigan                | MaYaa Boateng - Alyssa Rolando Boyce - Eddie Brackton Dre Marquis - Eric Wilson                                                                                            | 3 april 2019      |  |
| Wanneer een moeder van twee kinderen het slachtoffer wordt van een schietpartij, bundelen Voight en Ray Price hun krachten om het aankomende bendegeweld tegen te gaan. Ondertussen wordt Burgess achterdochtig naar haar nieuwe vriend. |            |                      |                    |                                    | |                   |  |
| 125 | 19         | What Could Have Been | Eriq La Salle      | Rick Eid Gwen Sigan                | Nicki Micheaux - Alicia Price Denyce Lawton - Maya Williams Alexis Louder - Jasmine Price DuJuan Cole - Nate Lewis                                                         | 24 april 2019     |  |
| Het team onderzoekt de moord op Blair, de vriend van Burgess. Voight vermoedt dat Blair betrokken was in een gewelddadige drugszaak, maar Burgess wil zijn ongelijk bewijzen. Het onderzoek brengt bewijzen naar boven dat de nieuwe burgemeester van Chicago Ray Price in deze zaak betrokken blijkt te zijn. |            |                      |                    |                                    | |                   |  |
| 126 | 20         | Sacrifice            | John Hyams         | Gavin Harris                       | Mimi Michaels - Gina Reilly Nathan Sutton - Eric Shaw Drew Johnson - Bob Reilly David Jay Schneider - Tommy Jacks                                                          | 8 mei 2019        |  |
| Het team onderzoekt een serie inbraken bij apotheken, en een van de overvallers schijn dit te doen omdat zijn vrouw ernstig ziek is. Ondertussen raakt de romantische relatie tussen Ruzek en Upton betrokken in een zaak, en Platt geeft hen daarom advies. |            |                      |                    |                                    | |                   |  |
| 127 | 21         | Confession           | Carl Seaton        | Timothy J. Sexton                  | Lobo Sebastian - Alex Del Toro Ricardo Dávila - Carlos Martinez Jose Nateras - Fernando Diaz Henry Godinez - rechercheur Leo Hernandez                                     | 15 mei 2019       |  |
| Het team probeert een drugsbende te ontbinden. Tijdens hun onderzoek krijgt Dawson een connectie met deze zaak, en krijgt schuldgevoelens door een eerdere zaak. Ondertussen doet Voight alles wat in zijn mogelijkheden ligt om bewijzen te krijgen tegen Kelton. |            |                      |                    |                                    | |                   |  |
| 128 | 22         | Reckoning            | Eriq La Salle      | Rick Eid Gwen Sigan                | Matthew Rauch - David Heller Drew Powell - Chris Boyd Phil Rice - Wilson Young Akili Ni Mali - Shelly                                                                      | 22 mei 2019       |  |
| Het team probeert Kelton te stoppen om burgemeester van Chicago te worden, en om zo het voorbestaan van hun team te waarborgen. Complicaties dreigen te ontstaan wanneer Voight een drugsdealer probeert te vinden die in verbinding met Kelton staat, en deze vermoord wordt gevonden. Ondertussen vindt interne zaken bewijzen dat Ruzek heeft gelogen en de acties van Dawson heeft proberen te verhullen. Ruzek blijft bij zijn onschuld, en wordt dan gearresteerd en vastgezet. Later wordt Kelton doodgeschoten gevonden. |            |                      |                    |                                    | |                   |  |